# Saison 2018 de l'équipe cycliste Boels Dolmans
La saison 2018 de l'équipe cycliste Boels Dolmans est la neuvième de la formation. Deux jeunes coureuses rejoignent l'équipe : la Polonaise Anna Plichta et l'Américaine Skylar Schneider. Au niveau des départs, la Polonaise Katarzyna Pawłowska quitte l'équipe. Nikki Brammeier décide quant à elle de se consacrer pleinement au cyclo-cross. Mi-mars, Elizabeth Deignan annonce être enceinte et donc ne pas participer à la saison 2018.
Anna van der Breggen effectue une grande saison. Elle remporte en solitaire les Strade Bianche et le Tour des Flandres. Elle conserve ses titres sur la Flèche wallonne et sur Liège-Bastogne-Liège. Afin de préparer au mieux les championnats du monde, elle ne prend pas part au Tour d'Italie. À La course by Le Tour de France, elle est en tête à la flamme rouge, mais s'effondre face à Annemiek van Vleuten dans les derniers mètres. Elle marque l'Open de Suède Vårgårda par ses attaques incessantes. Aux championnats du monde, elle prend la médaille d'argent sur le contre-la-montre par équipes, puis sur le contre-la-montre individuel derrière Annemiek van Vleuten. Sur la course en ligne, elle part seule à quarante-deux kilomètres de l'arrivée pour s'imposer avec plus de trois minutes d'avance sur Amanda Spratt. Amy Pieters élargie son registre en 2018. Elle remporte ainsi le Tour de Drenthe au sprint, est deuxième du Tour des Flandres, puis gagne l'Healthy Ageing Tour, une course par étapes, et le Grand Prix de Plouay, une course vallonnée. Chantal Blaak vient succéder à Anna van der Breggen à l'Amstel Gold Race en prenant la première échappée de la journée. Elle est également championne des Pays-Bas pour la deuxième année consécutives et deuxième du Trofeo Alfredo Binda. Megan Guarnier est cinquième du Tour d'Italie pour sa dernière saison. Amalie Dideriksen remporte plusieurs étapes au sprint. Christine Majerus est troisième des Trois Jours de La Panne. Anna van der Breggen est deuxième du classement UCI et troisième de l'UCI World Tour. Boels Dolmans est la meilleure équipe du classement UCI et de l'UCI World Tour.

## Préparation de la saison

### Partenaires et matériel de l'équipe

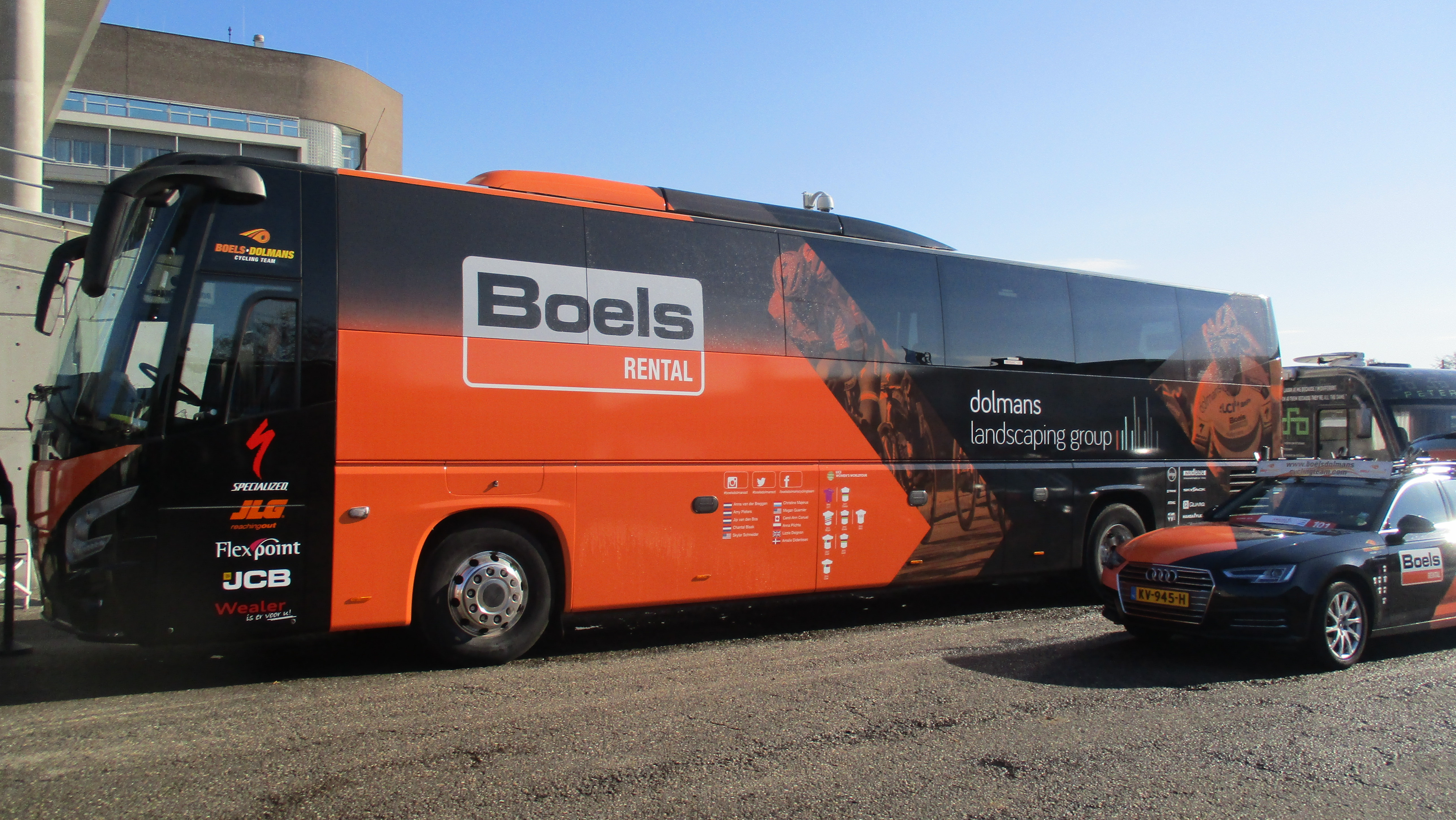
Bus de l'équipe

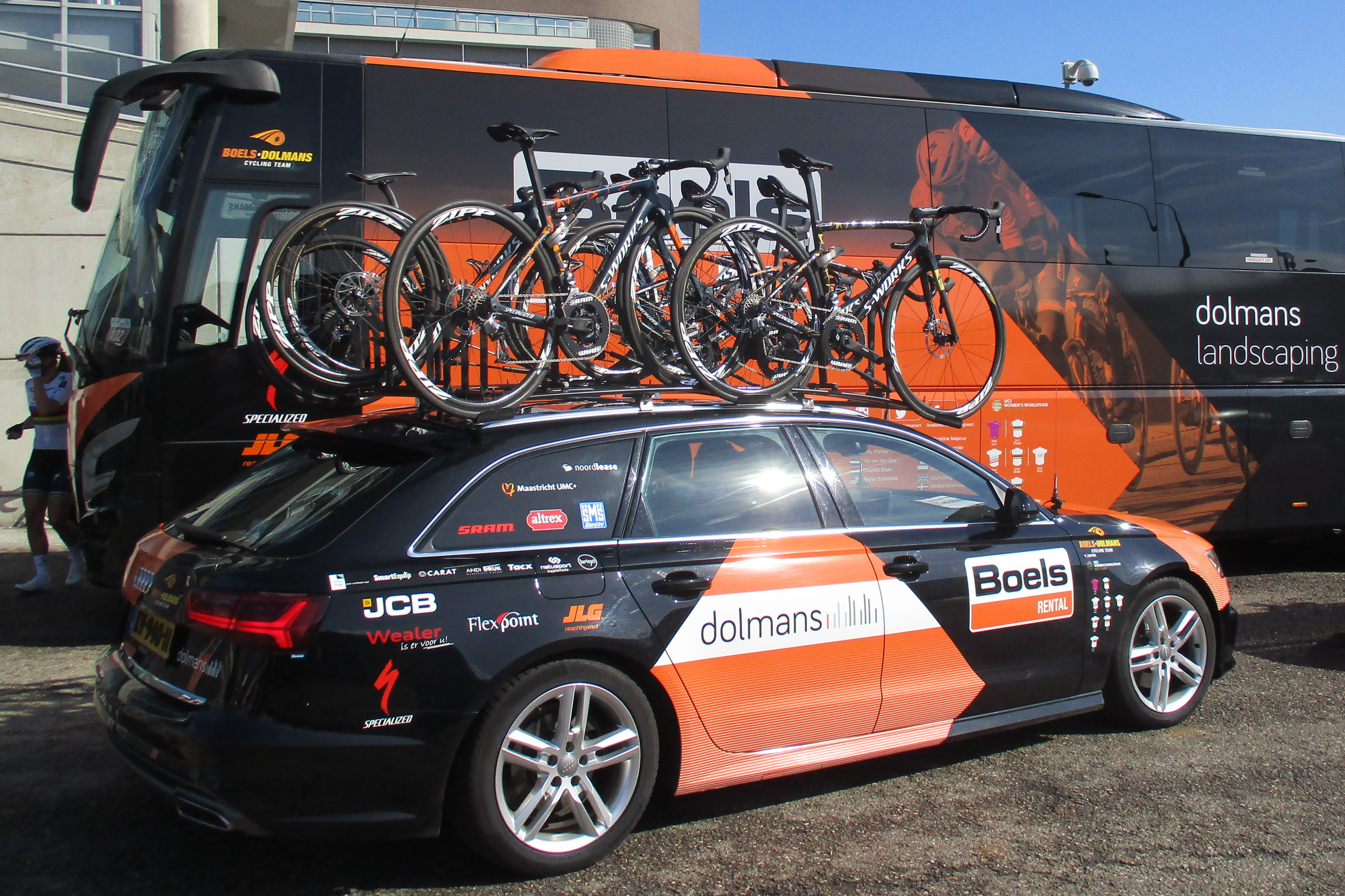
Voiture et vélo de l'équipe

L'équipe est parrainée par Boels Rental, une société de location de matériel de chantier et bricolage, et par Dolmans Landscaping Group une société de paysagisme. De nombreux autres partenaires apportent leur soutien financier à l'équipe.
Au niveau matériel, l'équipe utilise des vélos Specialized, équipés  de groupe SRAM, de roues Zipp.

### Arrivées et départs
La jeune Américaine Skylar Schneider s'engage avec l'équipe, tout comme la Polonaise Anna Plichta qui avait au départ signé chez Lensworld-Zannata, mais l'arrêt soudain de la formation la porte chez Boels Dolmans.
Au niveau des départs, Katarzyna Pawłowska rejoint l'équipe Virtu. Nikki Brammeier décide se concentrer sur le cyclo-cross et ne fait plus partie de l'effectif,.
Mi-mars, Elizabeth Deignan annonce être enceinte et donc ne pas participer à la saison 2018. Elle compte néanmoins revenir dès 2019 pour les championnats du monde sur route qui se déroule chez elle, dans le Yorkshire.
| Arrivées         | Équipe 2017 |
| ---------------- | ----------- |
| Anna Plichta     | WM3         |
| Skylar Schneider | Libre       |

| Départs             | Équipe 2018 |
| ------------------- | ----------- |
| Nikki Brammeier     | Arrêt       |
| Elizabeth Deignan   | Pause       |
| Katarzyna Pawłowska | Virtu       |

## Effectif et encadrement

### Effectif
| Effectif 2018        | Effectif 2018     | Effectif 2018 | Effectif 2018                           |
| Cycliste             | Date de naissance | Pays          | Équipe précédente                       |
| -------------------- | ----------------- | ------------- | --------------------------------------- |
| Chantal Blaak        | 22 octobre 1989   | Pays-Bas      | Specialized-Lululemon (2014)            |
| Karol-Ann Canuel     | 18 avril 1988     | Canada        | Velocio-SRAM (2015)                     |
| Lizzie Deignan       | 18 décembre 1988  | Royaume-Uni   | AA Drink-Leontien.nl (2012)             |
| Amalie Dideriksen    | 24 mai 1996       | Danemark      | Amager Cykle Ring (2014)                |
| Megan Guarnier       | 4 mai 1985        | États-Unis    | Rabo Women (2013)                       |
| Christine Majerus    | 25 février 1987   | Luxembourg    | Sengers (2013)                          |
| Amy Pieters          | 1 juin 1991       | Pays-Bas      | Wiggle High5 (2016)                     |
| Anna Plichta         | 10 février 1992   | Pologne       | WM3 (2017)                              |
| Skylar Schneider     | 3 septembre 1998  | États-Unis    | Team Illuminate (2017)                  |
| Jip van den Bos      | 12 avril 1996     | Pays-Bas      | Parkhotel Valkenburg Continental (2016) |
| Anna van der Breggen | 18 avril 1990     | Pays-Bas      | Rabo Liv Women (2016)                   |
|                      |                   |               |                                         |
| Source : UCI         |                   |               |                                         |

Portraits
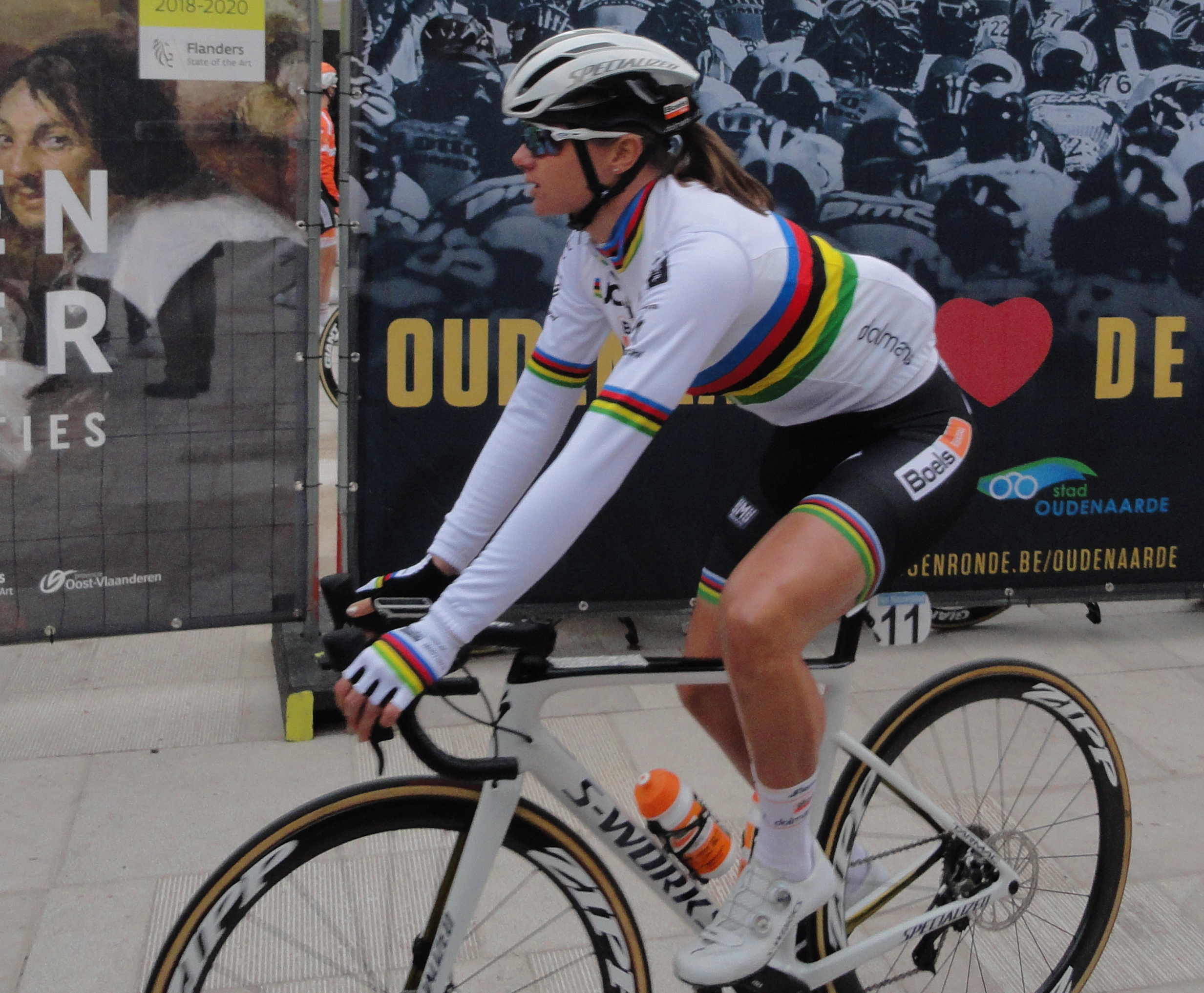
Chantal Blaak
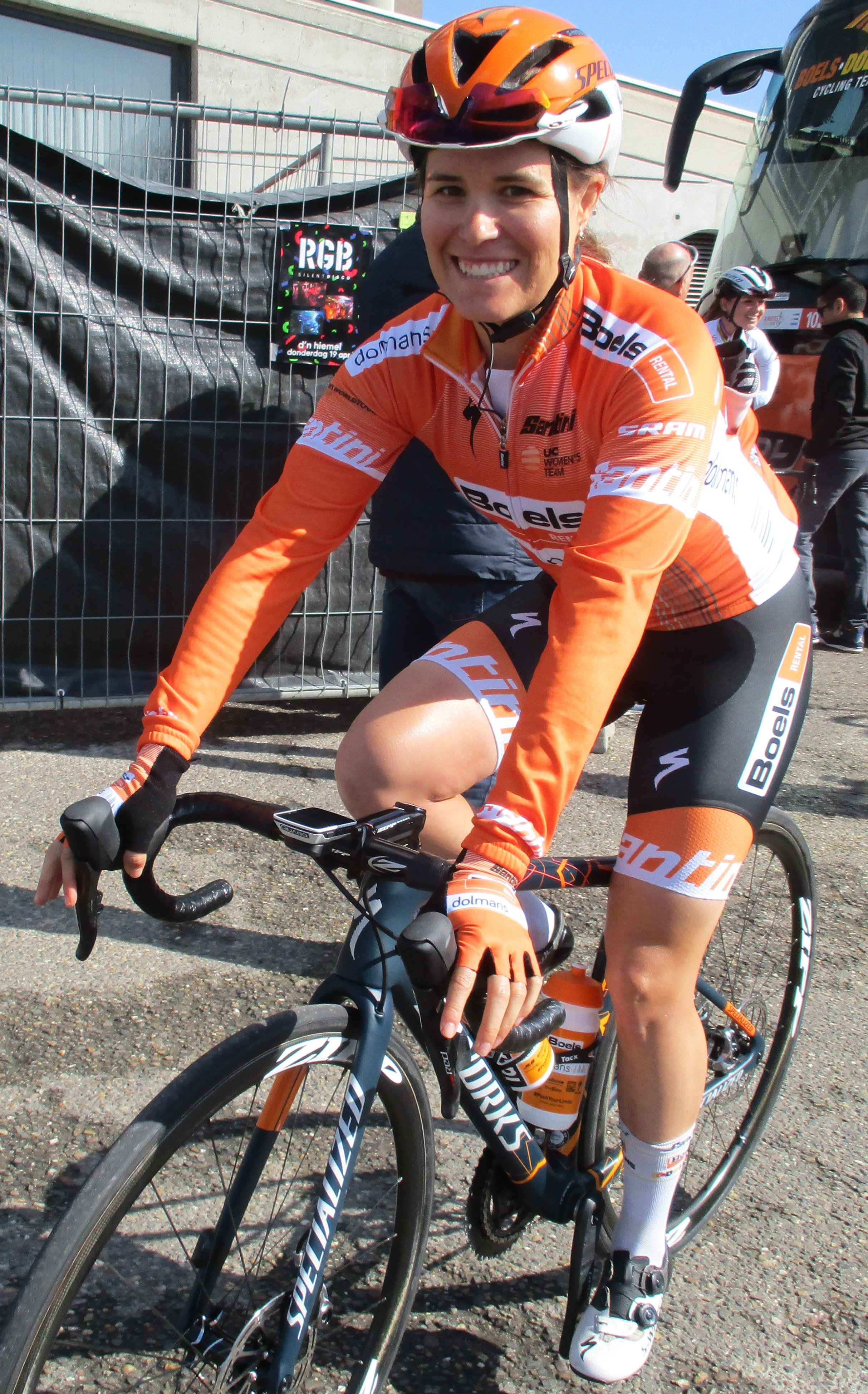
Karol-Ann Canuel
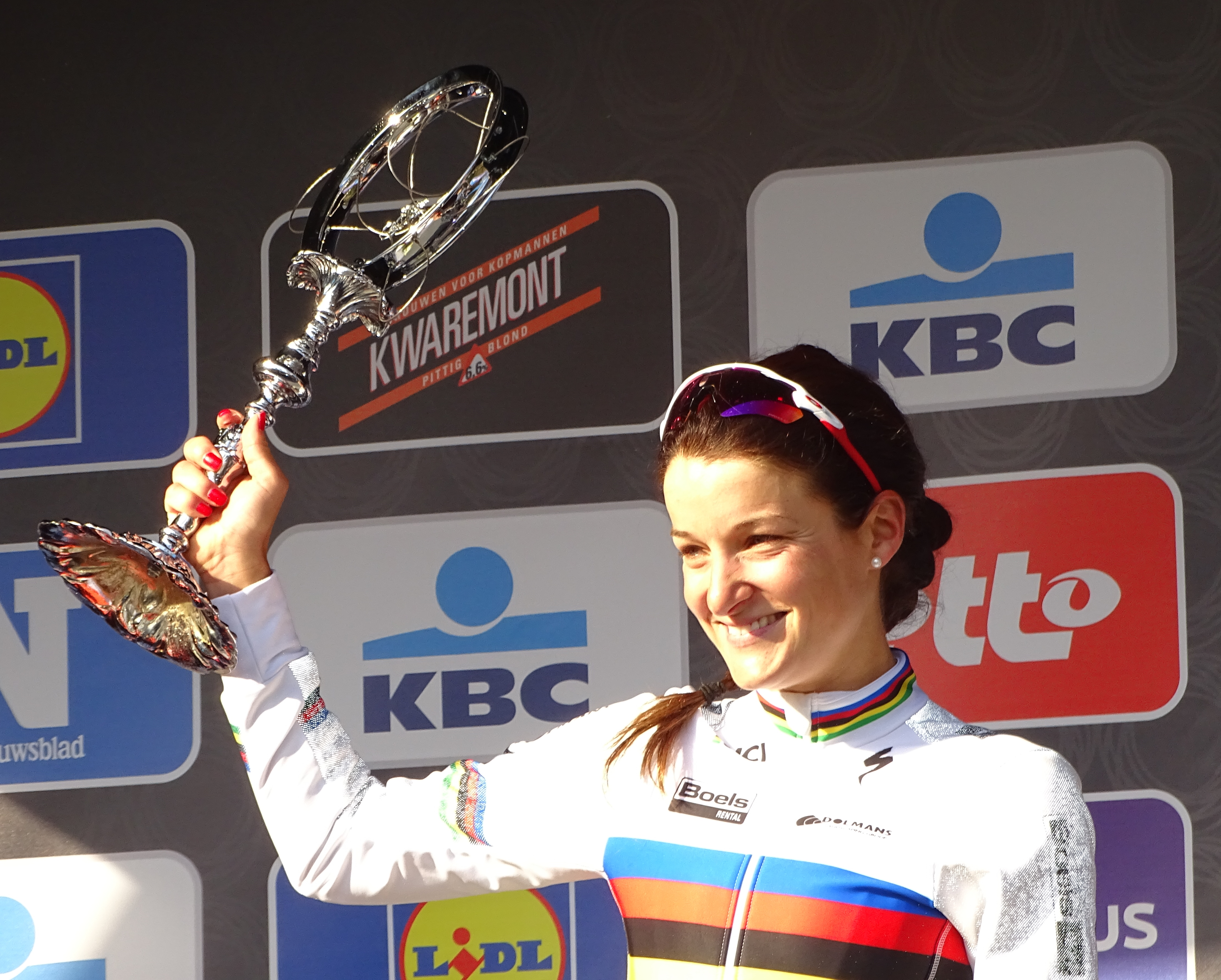
Elizabeth Deignan en 2016.
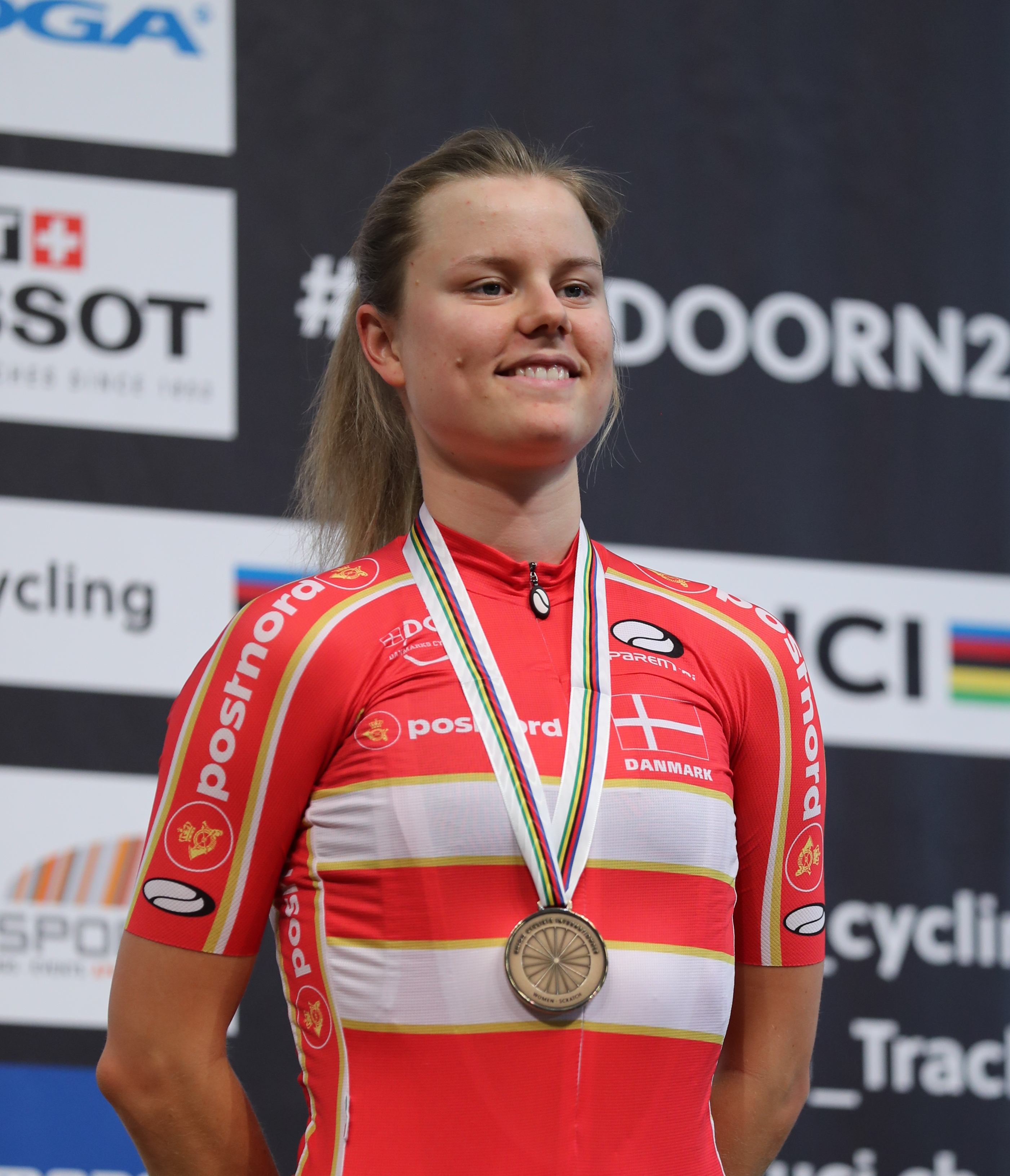
Amalie Dideriksen
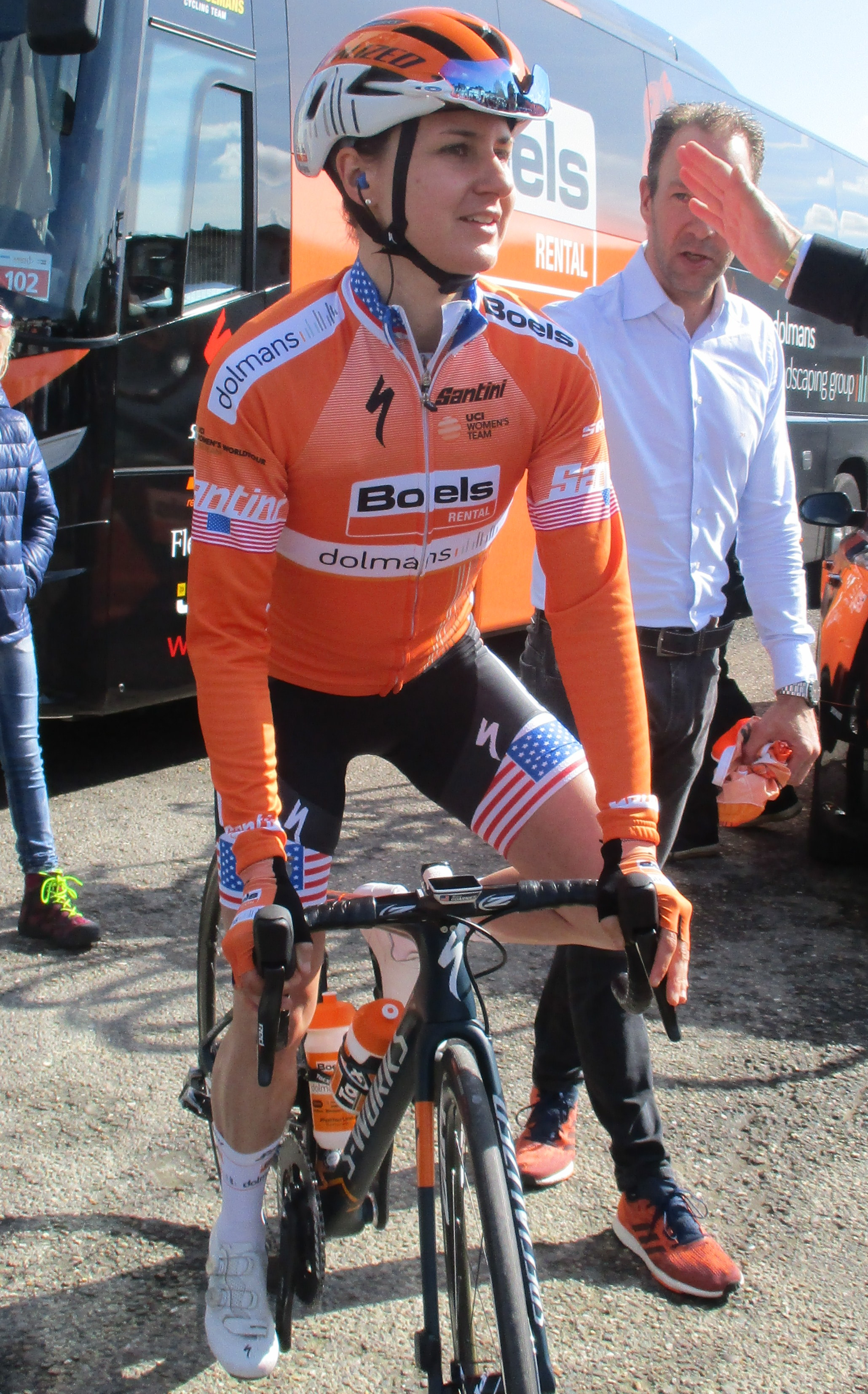
Megan Guarnier
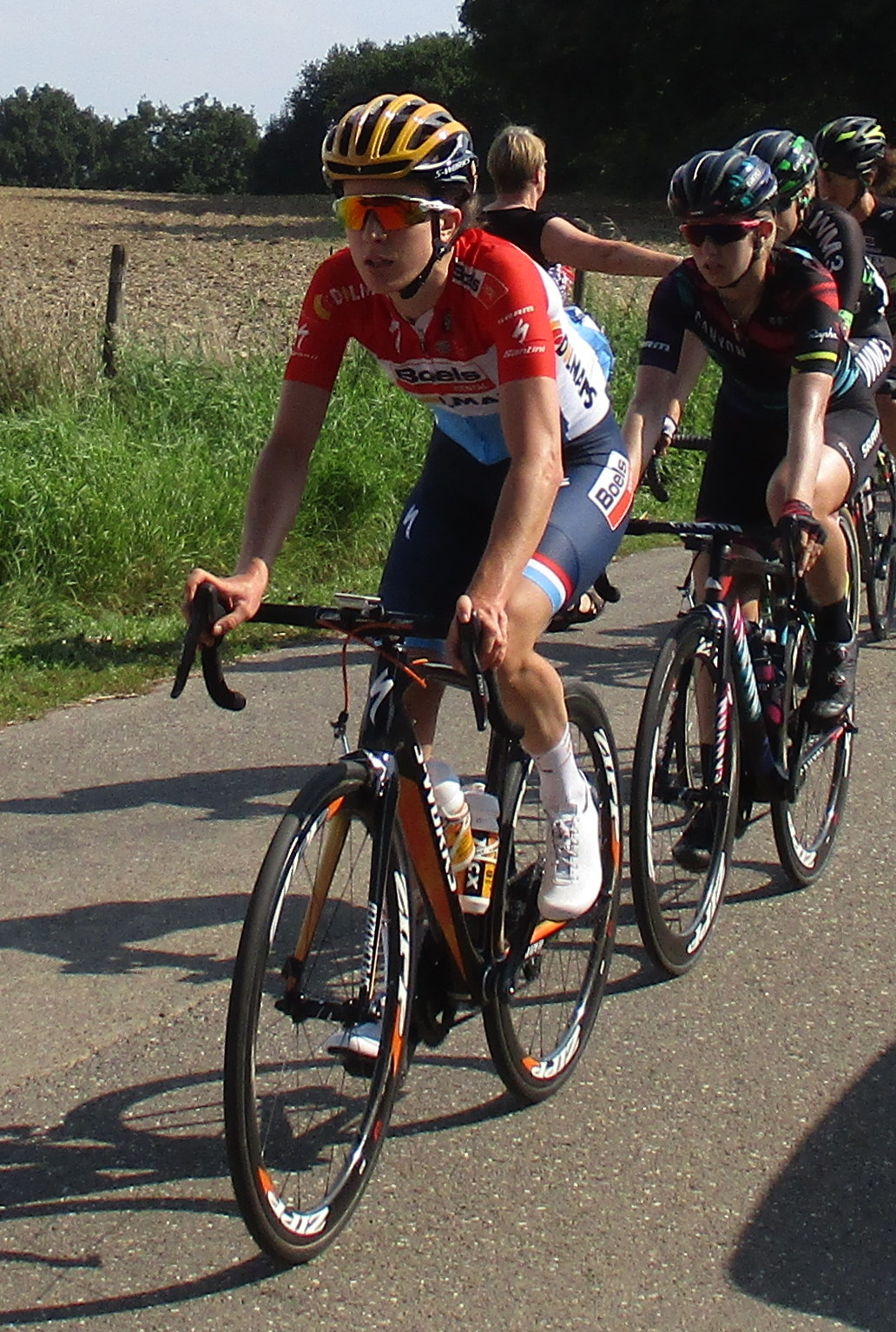
Christine Majerus en 2017.
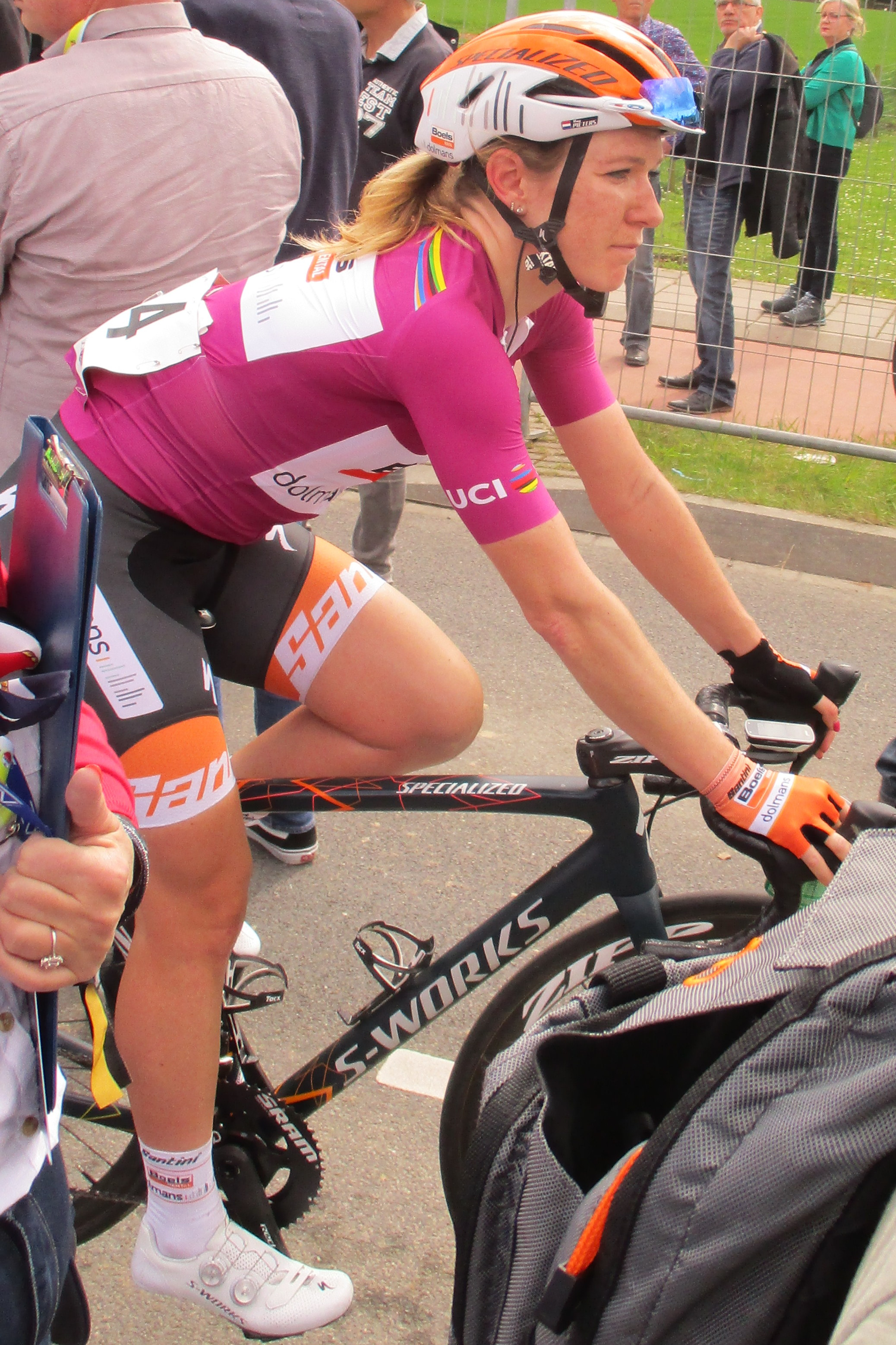
Amy Pieters
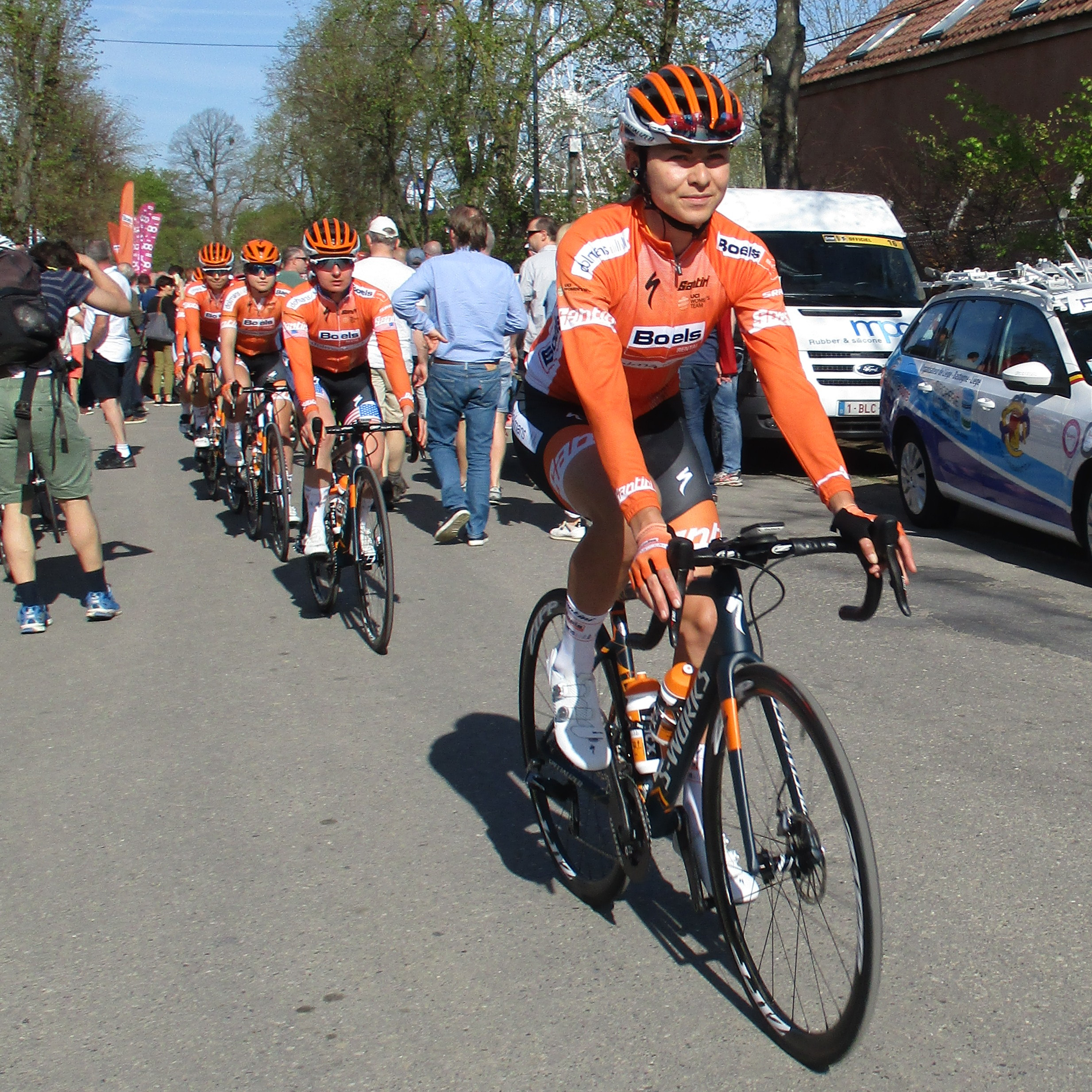
Anna Plichta
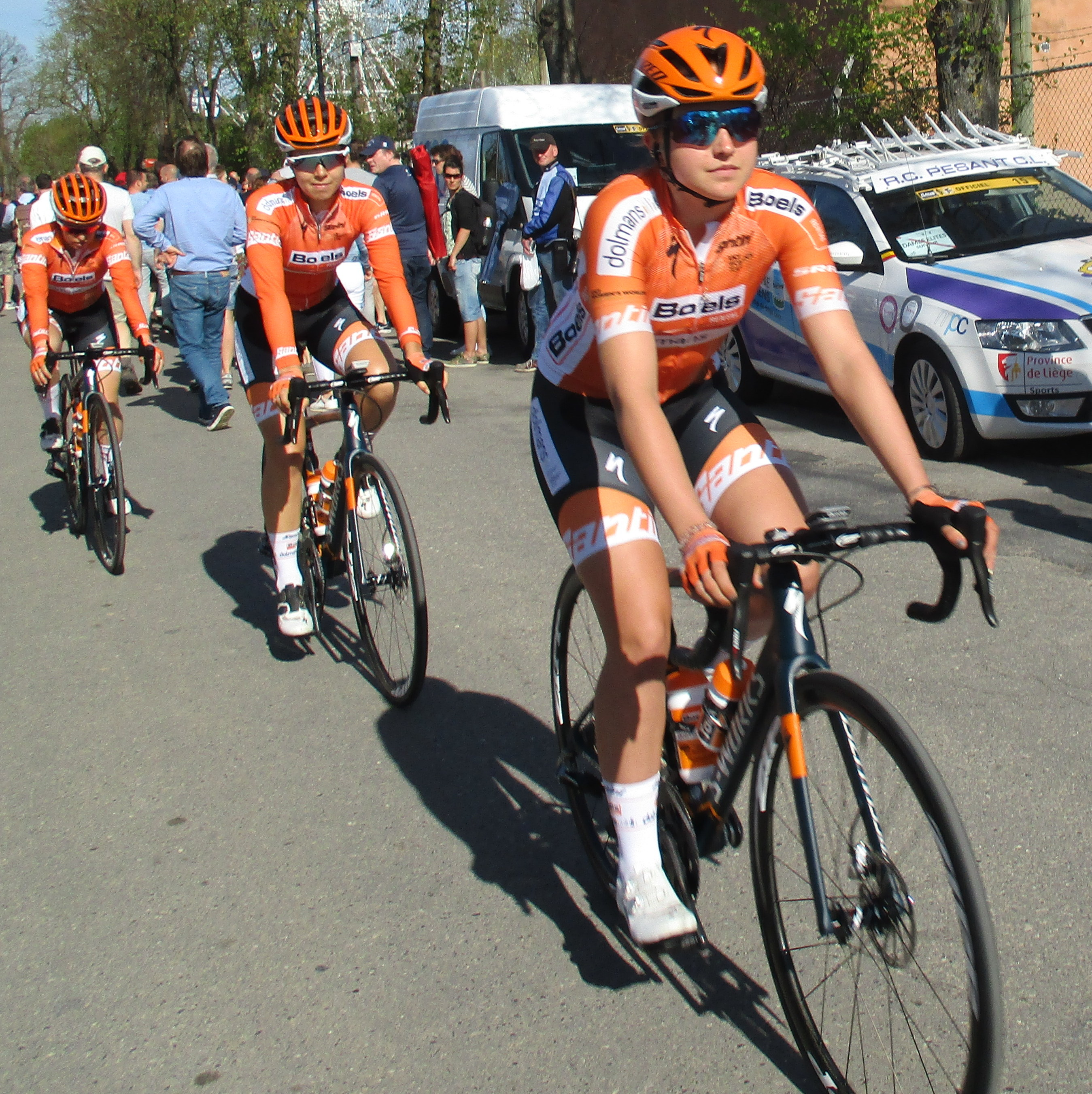
Skylar Schneider
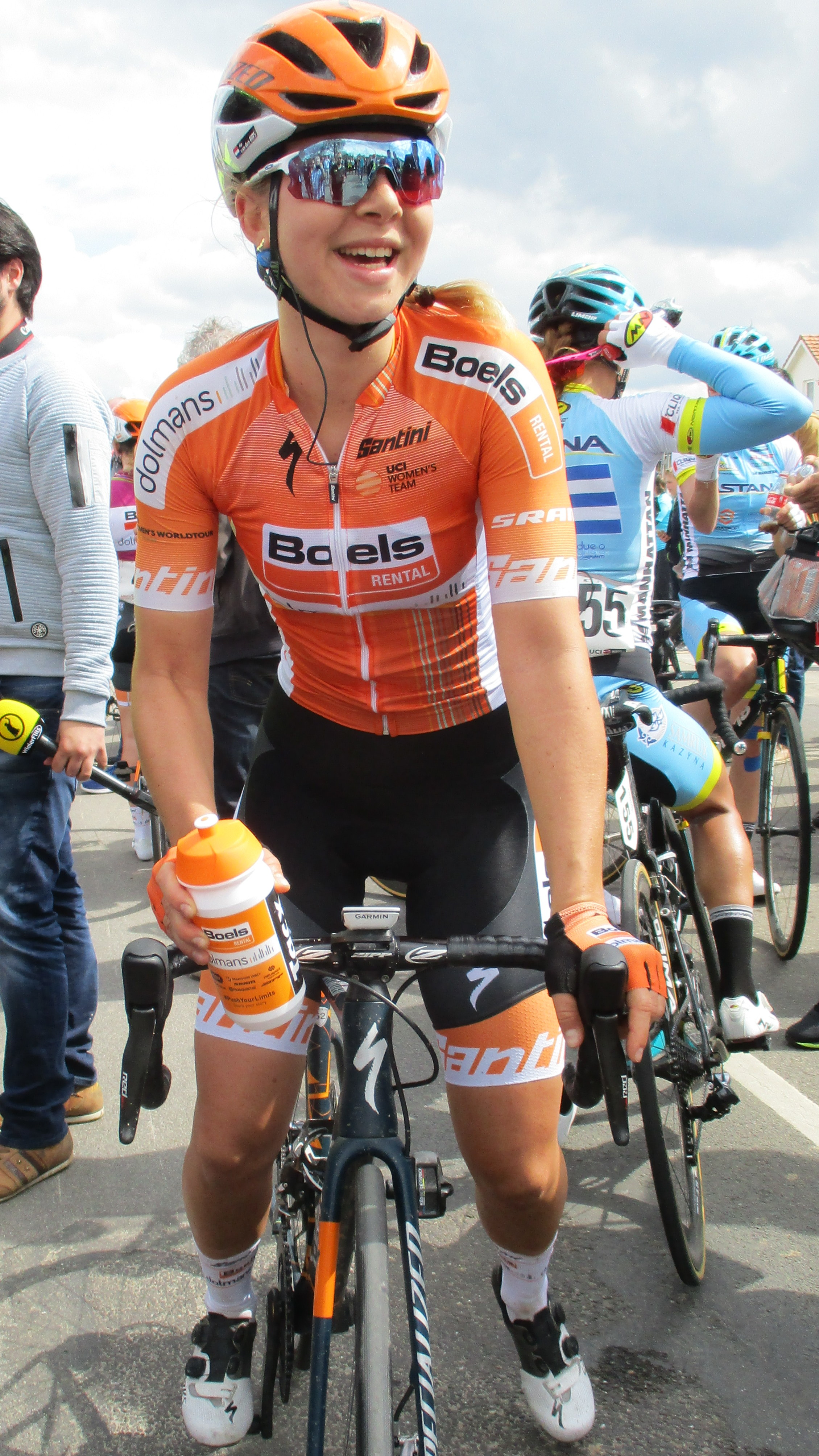
Jip van den Bos
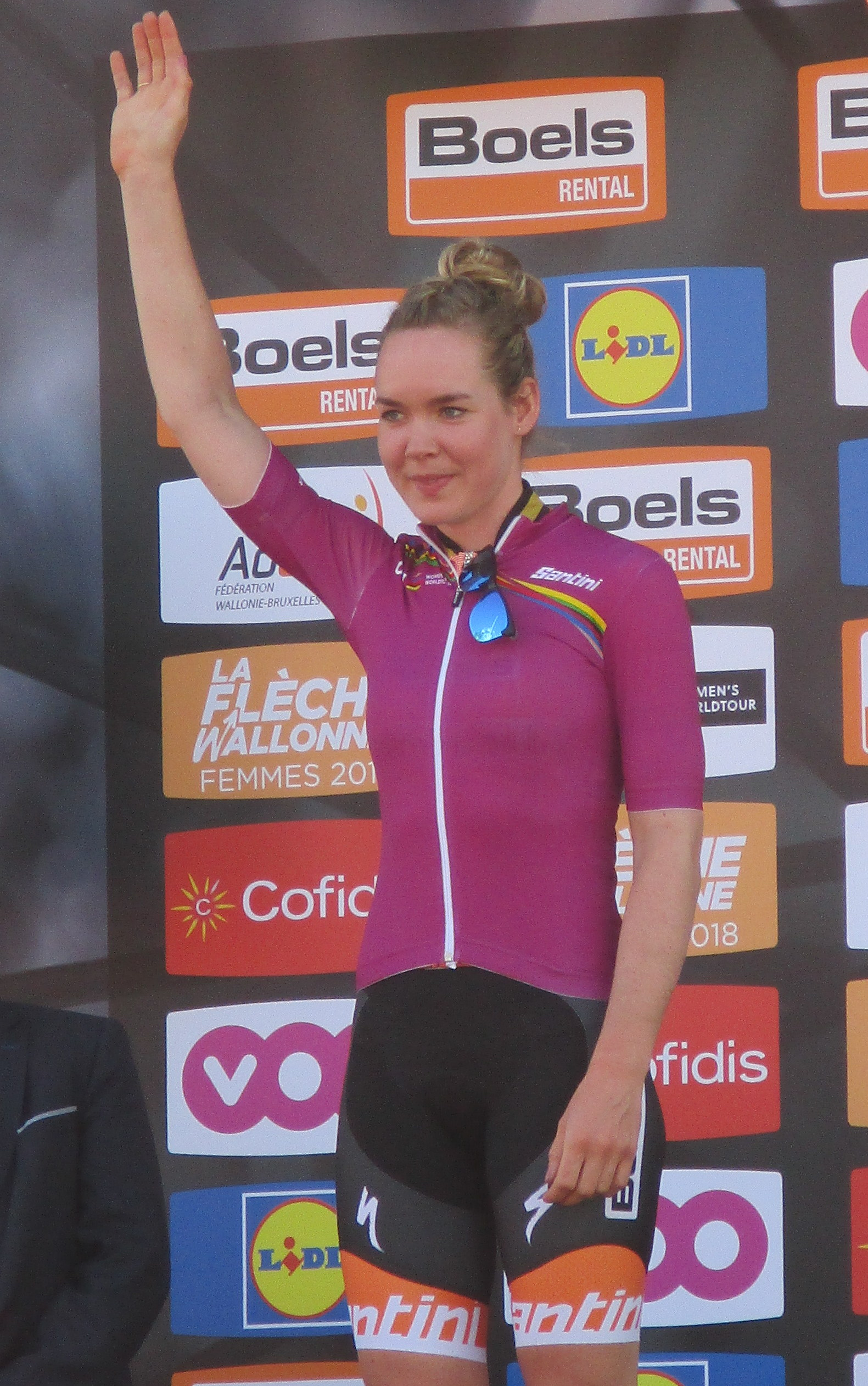
Anna van der Breggen

### Encadrement
Le directeur sportif de l'équipe est Danny Stam, son adjoint Bram Sevens. Le représentant de l'équipe auprès de l'UCI est Roel Janssens.

## Déroulement de la saison

### Février

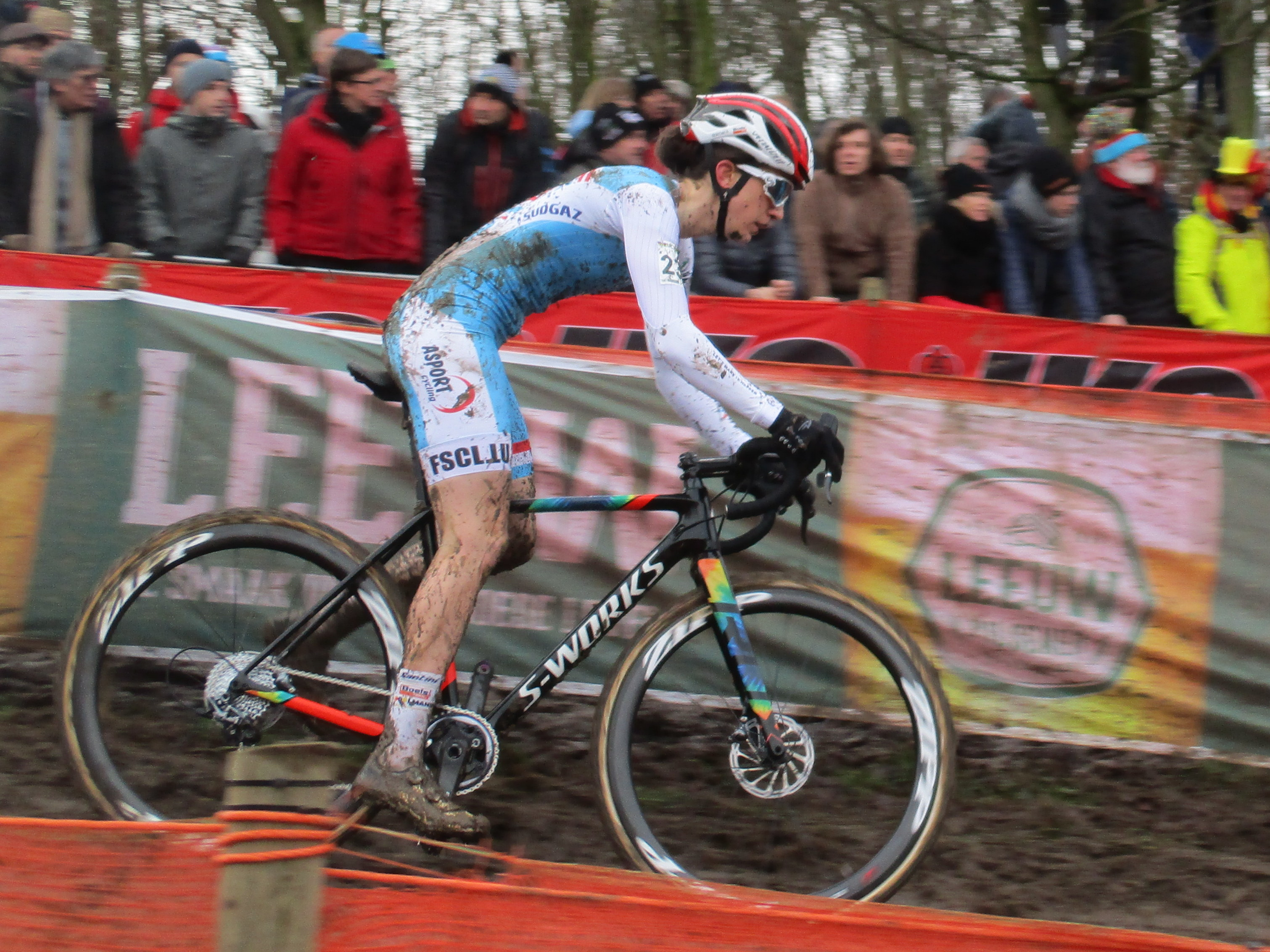
Christine Majerus au championnat du monde de cyclo-cross

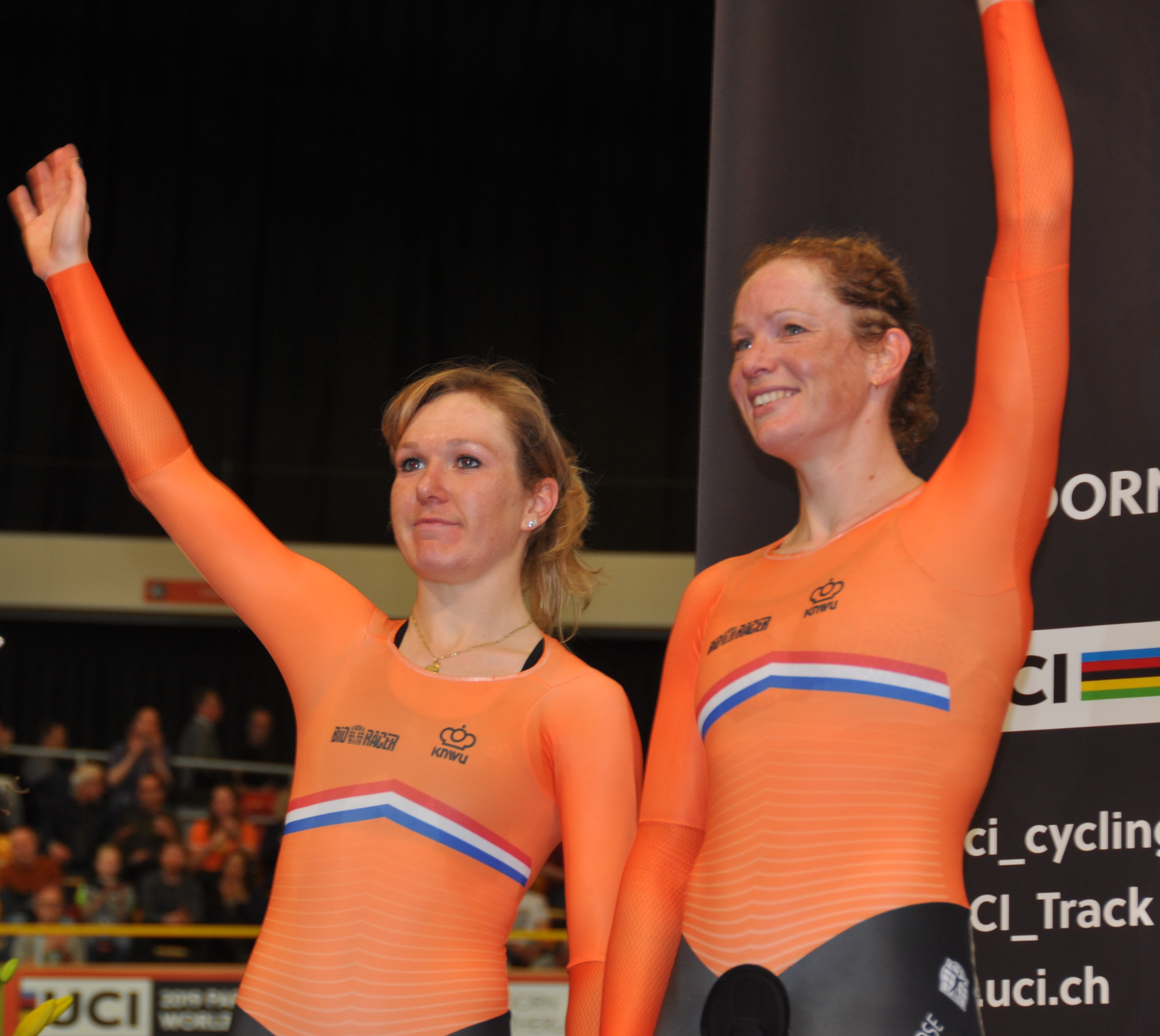
Amy Pieters aux championnats du monde sur piste

Au championnat du monde de cyclo-cross, Christine Majerus  effectue un bon départ. Elle est longtemps troisième, mais voit Lucinda Brand la dépasser en fin de parcours. Elle est finalement quatrième.
La saison sur route débute au Circuit Het Nieuwsblad, Jip van den Bos est quinzième. Aux championnats du monde de cyclisme sur piste, Amy Pieters obtient la médaille d'argent de la course à l'américaine avec Kirsten Wild. Amalie Dideriksen est troisième de la course au scratch.

### Mars
Sur les Strade Bianche, la pluie ponctue la course, rendant les routes blanches particulièrement boueuses.Au kilomètre soixante-quinze, sur le plus long secteur pavé, l'équipe Boels Dolmans se place en tête. Elisa Longo Borghini est alors victime d'une crevaison. Alena Amialiusik accélère et est suivie par Chantal Blaak et Ellen van Dijk. Leur avance monte à quarante secondes à trente-quatre kilomètres de l'arrivée. Elles sont finalement revues par le reste du peloton dans le secteur pavé numéro six. Dans le septième secteur, dit colle Pinzuto, Katarzyna Niewiadoma et Elisa Longo Borghini passent à l'offensive. Anna van der Breggen réagit immédiatement. Sur la fin de ce secteur, les deux dernières comptent environ vingt secondes d'avance sur le peloton. L'Italienne est cependant victime d'un nouvel incident mécanique trois kilomètres plus loin et perd quelques mètres sur Anna van der Breggen. Celle-ci file alors vers la victoire,. Lors du Tour de Drenthe, dans sa dernière ascension du mont VAM, Anouska Koster accélère. Elle est suivie par Sarah Roy et Christine Majerus. Le peloton les reprend rapidement. Sur les derniers secteurs pavés, Chantal Blaak est victime d'une chute. Dans le dernier tour du circuit urbain, Christine Majerus attaque avec Amy Pieters. Cette dernière est nouveau à l'attaque dans un autre groupe peu après. Cependant, le peloton ne laisse pas partir. Alors qu'on s'achemine vers un sprint, une chute gêne de nombreuses favorites à deux kilomètres de la ligne. Un vent de dos souffle dans la dernière ligne droite. Tiffany Cromwell fait le poisson pilote et lance le sprint avec Amy Pieters et Alexis Ryan dans sa roue. La Néerlandaise produit son effort dès le panneau 350 m. Alexis Ryan la remonte, mais Amy Pieters parvient, en pistarde, à la maintenir à sa hauteur jusqu'au bout,.
La semaine suivante, au Trofeo Alfredo Binda-Comune di Cittiglio, dans l'avant dernier tour, dans la côte de Casale, Karol-Ann Canuel part en poursuite. Elle rentre sur Elinor Barker, peu après un groupe de dix coureuses autour de Katarzyna Niewiadoma et Elisa Longo Borghini reprend la Canadienne et la Britannique. Dans Orino, Megan Guarnier et Malgorzata Jasinska sortent de ce groupe afin de réaliser la jonction avec les deux coureuses de tête. Les quatre athlètes coopèrent bien et entame le dernier tour avec une minute d'avance. Une chasse s'organise derrière. Au pied de la dernière ascension de Casale, il est de trente secondes. Dans celle-ci, les favorites Katarzyna Niewiadoma, Elisa Longo Borghini et Chantal Blaak accélèrent et reviennent immédiatement sur la tête de course. Le groupe de tête se reforme néanmoins avec douze unités. Tout doit se décider dans la dernière ascension d'Orino. Dans celle-ci, Pauline Ferrand-Prévot et Alena Amialiusik attaquent, tout comme Karol-Ann Canuel. Finalement, Katarzyna Niewiadoma réussit à distancer ses adversaires. La Polonaise remporte donc la course. Derrière, Chantal Blaak se montre la plus rapide,.
Sur les Trois Jours de La Panne, dès le kilomètre vingt-six, une échappée de quinze coureuses se forme avec notamment Christine Majerus. Lors du première passage sur la ligne d'arrivée, le groupe d'échappée ne compte plus que trente secondes d'avance. Finalement le groupe est repris. Christine Majerus se classe troisième du sprint d'un groupe de tête très réduit,. Lors d'À travers les Flandres, la décision se joue dans la côte de Trieu. Amy Pieters fait partie du groupe de huit coureuses en tête. Dans le dernier secteur pavé, le Herlegemstraat, Ellen van Dijk attaque. Elle utilise ses capacités en contre-la-montre pour aller s'imposer seule. Derrière, Amy Pieters règle le peloton,. À Gand-Wevelgem, la formation Boels Dolmans tente de former une bordure à vingt kilomètres de l'arrivée. Elles ne sont alors plus que trente-trois dans le groupe de tête. Dans les dix kilomètres, Leah Kirchmann et Christine Majerus tentent de s'échapper. Dans les tours derniers kilomètres, Majerus tente de nouveau. Toutefois, la course se finit par un sprint massif. Amy Pieters est cinquième,.

### Avril

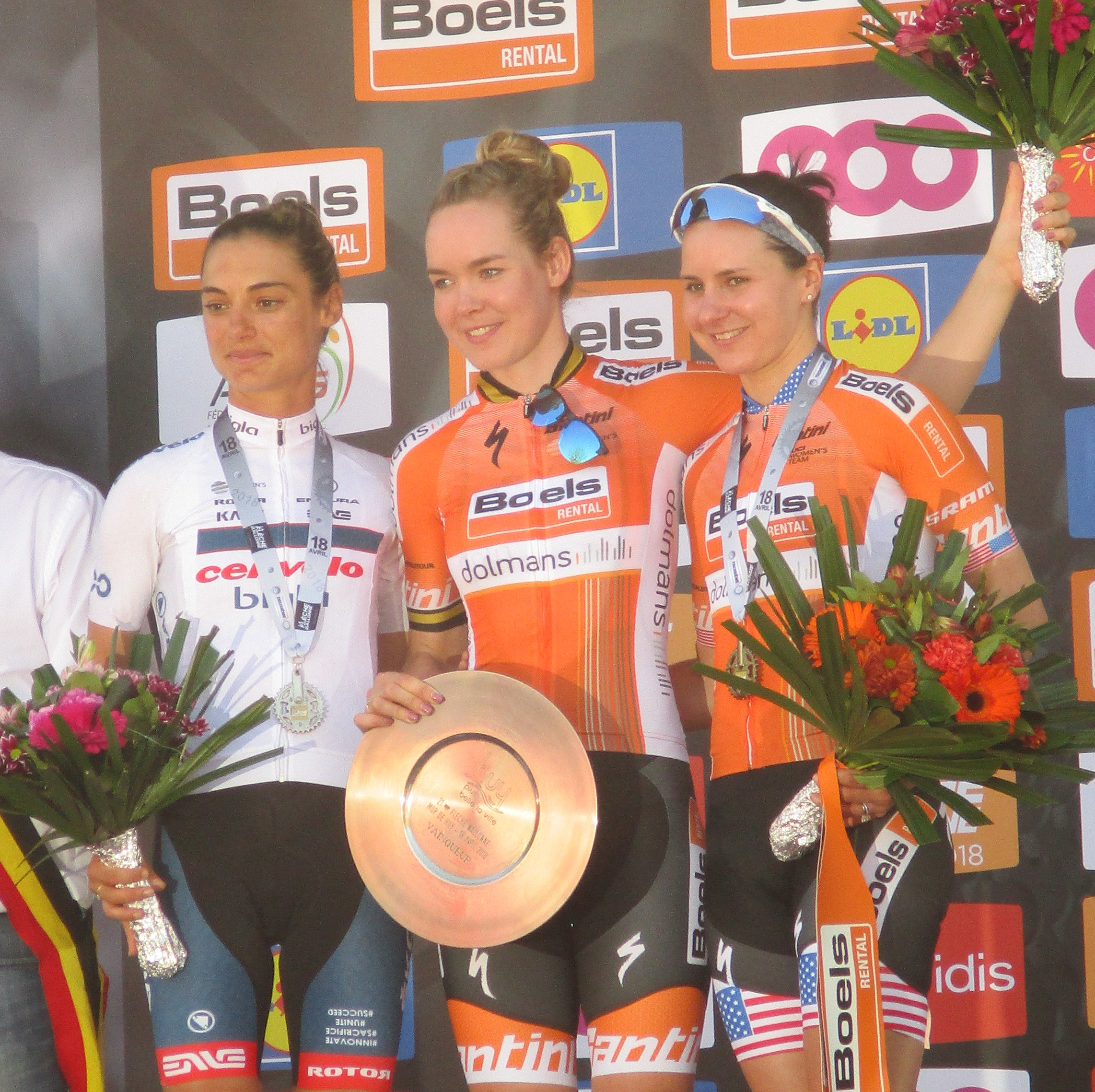
Podium de la Flèche wallonne

Au Tour des Flandres, dans la montée du mur de Grammont, Christine Majerus est dans le groupe de tête. Toutefois, celui-ci ne prend pas d'avance sur le peloton. Dans le Kanarieberg, Amalie Dideriksen, Christine Majerus impriment un rythme élevé. Elena Cecchini attaque et est suivie par la Danoise. On ne les laisse cependant pas partir. Un peloton encore groupé se présente donc au Kruisberg. L'Italienne reproduit son effort et provoque une sélection. Elle est relayée par Amy Pieters. Elles sont alors onze favorites à l'avant dont Chantal Blaak, Megan Guarnier, Amy Pieters, Anna van der Breggen. Juste après, à vingt-cinq kilomètres de l'arrivée, Katarzyna Niewiadoma lance une escarmouche, mais c'est Anna van der Breggen qui part. Ellen van Dijk tente de la suivre, mais ne parvient pas à la reprendre. Anna van der Breggen creuse immédiatement un écart important et possède une minute d'avance à vingt kilomètres de l'arrivée. Derrière, la formation Boels Dolmans veille à maintenir groupé le peloton de chasse. Anna van der Breggen s'impose nettement. Au sprint, Amy Pieters vient réaliser le doublet,.
Sur l'Healthy Ageing Tour, sur ce contre-la-montre inaugural, la formation Boels Dolmans réalise le doublet avec Anna van der Breggen et Chantal Blaak. Sur la deuxième étape, au bout de quelques kilomètres une bordure composée de treize coureuses se forme. Dans l'avant-dernier tour, cinq coureuses dont Amy Pieters attaquent. À dix kilomètres de l'arrivée, Alice Barnes et Amy Pieters sortent à leur tour de ce nouveau groupe. Elles se disputent la victoire lors d'un sprint lancé de loin par la Néerlandaise. Finalement, Amy Pieters s'impose de justesse. Elle s'empare par la même occasion du maillot jaune,. La troisième étape secteur a se conclut au sprint où Christine Majerus prend la deuxième place. La formation Boels Dolmans remporte ensuite largement le contre-la-montre par équipes et assoit ainsi sa domination au classement général. Sur la quatrième étape, le vent opère immédiatement sur l'étape et permet à un groupe de favorites de partir. Elles creusent rapidement un écart important sur le peloton. Le circuit final est particulièrement tortueux. Chantal Blaak négocie mieux les derniers virages et s'impose assez largement,. Christine Majerus est troisième de la dernière étape. Finalement, Amy Pieters remporte la course devant Chantal Blaak et Christine Majerus.
À l'Amstel Gold Race, le passage du Keutenberg au kilomètre cinquante-quatre provoque une sélection. Un groupe de huit coureuses dont Chantal Blaak se forme. Il prend rapidement un avantage décisif. Dans l'avant-dernière montée du Cauberg, Chantal Blaak attaque. Elle est suivie par Alexis Ryan et Amanda Spratt. Plus loin, trois autres coureuses reviennent sur l'avant. La Néerlandaise contrôle les attaques de ses adversaires sur le plat et dans la dernière ascension du Cauberg. Elles sont trois pour la victoire dans la dernière ligne droite : Spratt, qui ouvre la route, Lucinda Brand, qui lance le sprint et Chantal Blaak qui s'impose facilement,. À la Flèche wallonne, dans le premier passage de la côte de Cherave, Pauline Ferrand-Prévot attaque. Elle est suivie par Megan Guarnier, Janneke Ensing et Amanda Spratt. Elles passent ensemble le mur de Huy et comptent quarante-cinq secondes d'avance au kilomètre quatre-vingt-quatorze. Le groupe d'échappée aborde en tête le mur de Huy. Ashleigh Moolman est la première à accélérer à cinq cents mètres du but après avoir repris les fuyardes. La Sud-Africaine est suivie par Anna van der Breggen qui la double sur la fin. Megan Guarnier est troisième,. À Liège-Bastogne-Liège, dans la côte de la Roche-aux-Faucons, Ashleigh Moolman passe à l'offensive. Elle est suivie par Anna van der Breggen et Megan Guarnier puis par Annemiek van Vleuten. Peu après un groupe dix coureuses se forme. Amanda Spratt profite du surnombre pour sortir. Elle est en tête avec cinquante secondes d'avance à dix kilomètres de l'arrivée. Dans la côte de Saint-Nicolas, Anna van der Breggen et Ashleigh Moolman attaquent de nouveau. La Néerlandaise se montre plus forte et revient seule sur l'Australienne à cinq kilomètres de l'arrivée. À la flamme rouge, elle accélère pour aller s'imposer seule. Megan Guarnier est huitième.
Au Festival Elsy Jacobs, Amy Pieters prend la deuxième place du prologue et Christine Majerus la sixième. Sur la première étape, la victoire se joue au sprint. Amy Pieters lance le sprint pour Christine Majerus qui s'impose largement. Elle a moins de succès le lendemain et se classe cinquième. Cela lui fait perdre sa première place au classement général. Elle est deuxième,.

### Mai
Au Tour de Yorkshire, Amalie Dideriksen est deuxième du sprint massif derrière Kirsten Wild sur la première étape,. Le lendemain, Megan Guarnier utilise l'arrivée en côte pour s'imposer avec quatorze secondes d'avance. Elle gagne le classement général par la même occasion,.
À la Durango-Durango Emakumeen Saria, dans la deuxième ascension de l'Alto de Goiuria, Sabrina Stultiens attaque, mais est contrée par Anna van der Breggen. Elle passe au sommet avec vingt-neuf secondes d'avance sur Annemiek van Vleuten. Elle s'impose en solitaire. À l'Emakumeen Euskal Bira, sur la première étape, Anna van der Breggen et Annemiek van Vleuten se marquent et laissent partir Sabrina Stultiens. Anna van der Breggen est quatrième de l'étape. Le lendemain, elle est deuxième du contre-la-montre derrière van Vleuten,. Sur la troisième étape, au kilomètre soixante-dix-sept, la côte de l'Untzilla provoque une sélection dans le peloton. Elles sont dix au pied de l'Alto de Arlaban dont Amy Pieters. Elle s'impose au sprint dans ce groupe,. Sur l'ultime étape, la formation Boels ne peut rien faire contre la stratégie de la formation Mitchelton. Anna van Breggen se classe finalement troisième du classement général.

### Juin
Au Women's Tour, Amalie Dideriksen est cinquième du sprint de la première étape. Le lendemain, c'est Christine Majerus qui participe à l'emballage final et se classe quatrième. Amalie Dideriksen s'impose facilement sur la quatrième étape, toujours au sprint,,. Au classement général, Christine Majerus est quatrième et Amy Pieters cinquième.
Sur les championnats nationaux, aux Pays-Bas, Chantal Blaak fait partie du groupe des favorites durant la course. Dans le final, elle attaque et parvient à s'imposer pour conserver son titre. Christine Majerus réalise le doublé au Luxembourg. Amalie Dideriksen remporte le titre au Danemark au sprint.

### Juillet
Au Tour d'Italie, la formation Boels Dolmans se classe troisième du contre-la-montre par équipes, douze secondes derrière la Sunweb,. Amy Pieters est cinquième du sprint de la deuxième étape, puis huitième des troisième et quatrième étapes. Surtout, sur la troisième étape, Megan Guarnier est retardée par une chute dans le final hors des trois derniers kilomètres. Elle perd une minute au classement général,. Sur la cinquième étape, Christine Majerus fait partie de l'échappée, mais elle est reprise. Megan Guarnier prend la cinquième place de l'étape en faisant partie du peloton,. Sur la première arrivée au sommet, Megan Guarnier est quatrième, trente deux secondes derrière Amanda Spratt, partie seule,. Elle prend la même place sur le contre-la-montre en côte. Elle est alors sixième du classement général,. Anna Plichta est à l'attaque sur la huitième étape, mais sans succès. Sur la neuvième étape arrivant au Zoncolan, Megan Guarnier ne peut suivre le rythme imprimé par Ashleigh Moolman et Annemiek van Vleuten. Elle est cinquième au sommet, mais à quatre minutes de la Néerlandaise. Elle remonte à la cinquième place du classement général,. Sur l'ultime étape, elle fait partie du groupe de tête et finit quatrième et reste cinquième du classement général,.
À La course by Le Tour de France, dans le col de la Colombière, Mavi Garcia accélère dans les premières pentes du col de la Colombière, mais elle est contrée par Anna van der Breggen, Ashleigh Moolman et Annemiek van Vleuten. Elles reprennent Cecilie Uttrup Ludwig à un kilomètre et demi du sommet. Ashleigh Moolman attaque alors, mais les autres ne la laissent pas partir. Anna van der Breggen accélère à son tour et passe au sommet avec dix secondes d'avance sur Annemiek van Vleuten et vingt sur la Sud-Africaine. L'écart reste constant dans la descente. Anna van der Breggen semble partie pour s'imposer, mais Annemiek van Vleuten revient dans les tout derniers mètres pour la devancer. À RideLondon-Classique, Amalie Dideriksen est dixième du sprint.

### Août

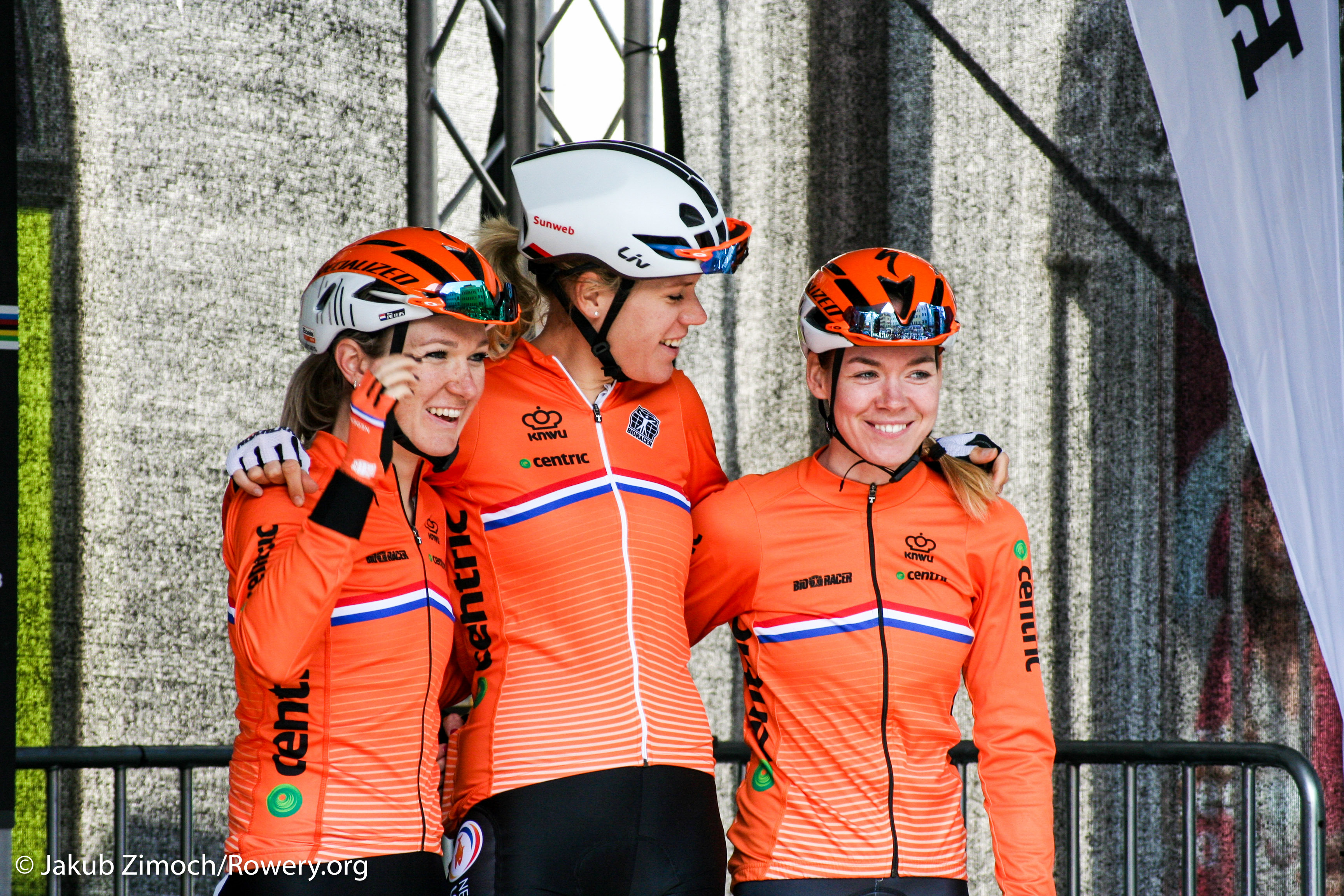
Amy Pieters (ici à gauche lors des championnats du monde) gagne le Grand Prix de Plouay

Aux championnats d'Europe du contre-la-montre, Anna van der Breggen est deuxième derrière Ellen van Dijk,. Aux championnats d'Europe sur piste qui ont également lieu à Glasgow, l'équipe est présente sur la course à l'américaine. Amalie Dideriksen remporte le titre en duo avec Julie Leth. Amy Pieters est troisième avec Kirsten Wild.
Au contre-la-montre par équipes de l'Open de Suède Vårgårda, la formation Boels Dolmans s'impose avec seize secondes d'avance sur la Sunweb. Sur la course en ligne, Anna van der Breggen multiplie les attaques. Elle sort dans le premier secteur en forêt avec Marianne Vos et Cecilie Uttrup Ludwig. Reprises, Anna van der Breggen attaque plus tard avec Jeanne Korevaar. Après le quatrième secteur en forêt, Amy Pieters fait également partie d'une échappée. À l'entame du circuit final, Anna van der Breggen part avec Lucinda Brand. Elles sont imitées plus loin par Chantal Blaak puis Megan Guarnier. À dix-neuf kilomètres de l'arrivée, Anna van der Breggen joue son va-tout, cette fois suivie par Floortje Mackaij. La première parvient plus loin à lâcher la seconde. Elle entame le dernier tour en tête. Elle est reprise. La course se conclut donc au sprint. Christine Majerus est septième.
Au contre-la-montre par équipes du Tour de Norvège, une composition différente de celle utilisée habituellement se présente au départ. Elle se classe sixième. Au Tour de Norvège, Christine Majerus est huitième de la première étape au sprint, mais quatrième au classement général grâces aux bonifications. Elle est quatrième le lendemain puis septième de la dernière étape. Au classement général, elle finit quatrième.
Au Grand Prix de Plouay, tout se joue dans la dernier ascension de Ty Marrec. Elles sont quinze au sommet. Megan Guarnier  attaque sans succès. Au sprint, Eugenia Bujak lance mais est remontée par Marianne Vos. Cependant c'est Amy Pieters qui grâce à un très bon final parvient à s'imposer.
Au Boels Ladies Tour, Anna van der Breggen est deuxième du prologue derrière Annemiek van Vleuten, Amy Pieters est huitième. Le lendemain, Anna van der Breggen essaie d'anticiper en suivant l'attaque de Pauliena Rooijakkers, elle est cependant reprise par les autres favorites. Rossella Ratto et Amalie Dideriksen attaquent ensuite. Au kilomètre cent-douze, Annemiek van Vleuten attaque avec Anna van der Breggen et Elisa Longo Borghini. La première se détache des deux autres et va s'imposer. Le peloton finit douze secondes derrière. Au classement général, Anna van der Breggen pointe alors à trente-trois secondes de Van Vleuten. Sur la troisième étape, une grande échappée avec Chantal Blaak sort en début d'étape. L'étape se conclut au sprint et Amalie Dideriksen se montre la plus rapide. Sur l'étape suivante, le scénario est similaire avec Amy Pieters à l'animation et Amalie Dideriksen une nouvelle fois à la conclusion. La cinquième étape a un parcours similaire à l'Amstel Gold Race. Chantal Blaak lauréate de la course en 2018, utilise la même stratégie. Elle part en début d'étape en échappée avec Roxane Knetemann, Pernille Mathiesen et Eugénie Duval. En fin d'étape, Amalie Dideriksen, Charlotte Becker et Janneke Ensing reviennent sur la tête. À onze kilomètres du but, Chantal Blaak passe à l'offensive. Elle s'impose seule. Lors du contre-la-montre final, Anna van der Breggen se classe troisième. Elle prend la même place au classement général.

### Septembre

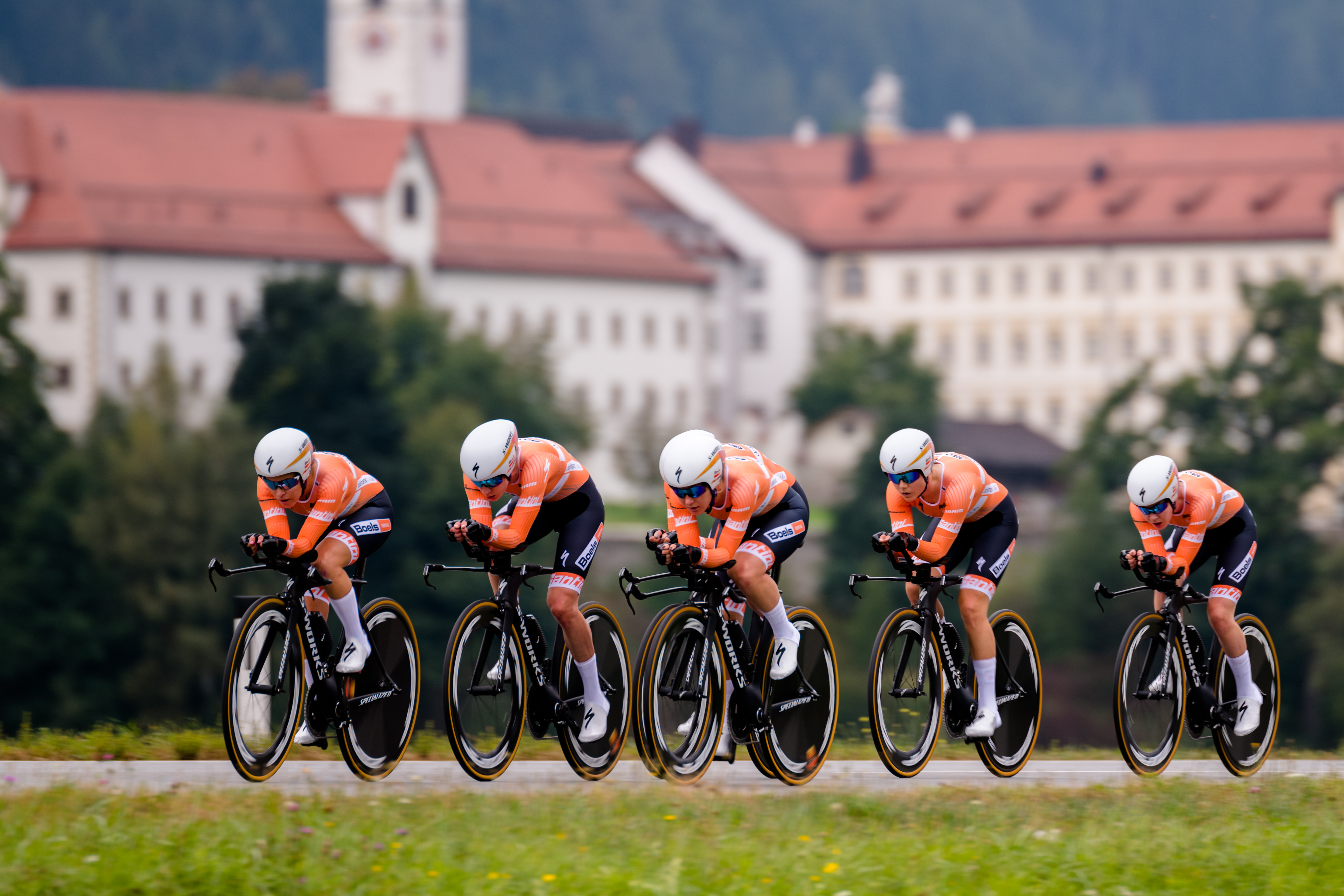
Boels Dolmans lors des championnats du monde du contre-la-montre par équipes

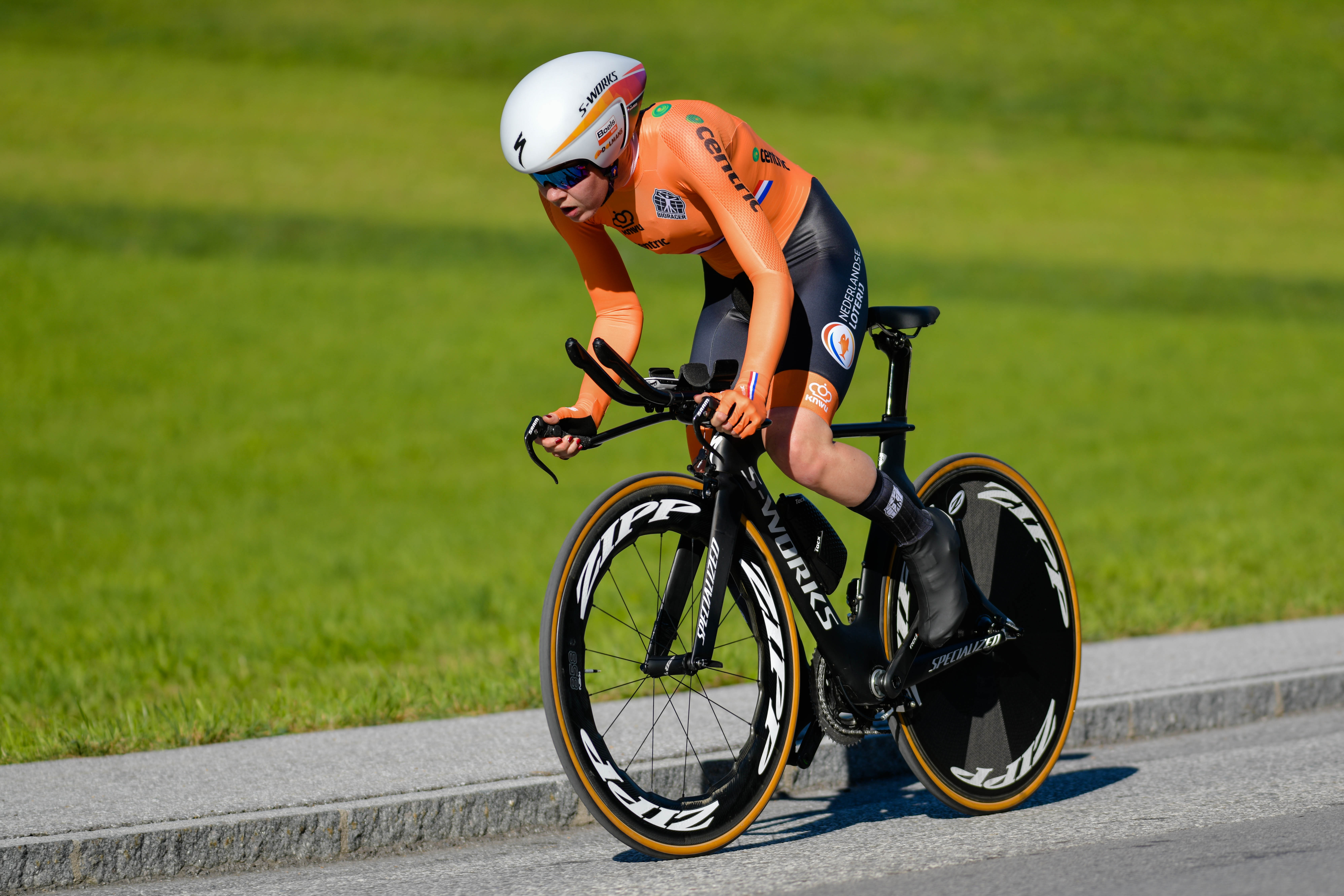
Anna van der Breggen est deuxième du championnat du monde du contre-la-montre

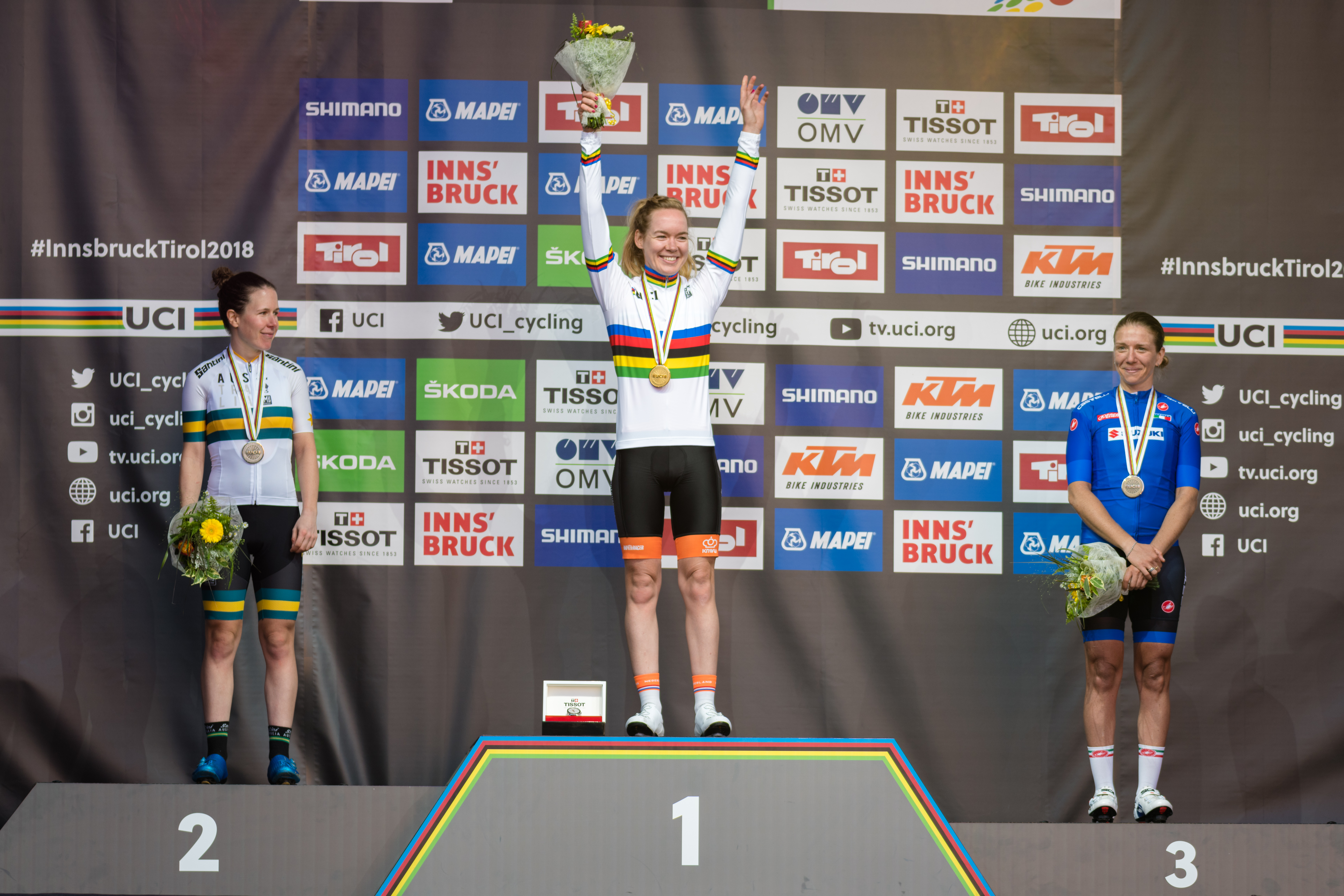
Podium des championnats du monde sur route

Les championnats du monde débutent par le contre-la-montre par équipes. Boels Dolmans fait partie des favorites. Elle est troisième du premier passage intermédiaire derrière Wiggle-High5 et Canyon-SRAM. Elle est finalement deuxième derrière cette dernière formation pour vingt-et-une secondes,,. Au contre-la-montre individuel, Anna van der Breggen effectue un contre-la-montre très régulier et devance van Dijk, alors en tête, dans la partie la plus difficile. Toutefois, Annemiek van Vleuten part plus rapidement et s'empare de l'or. Anna van der Breggen est deuxième, Karol-Ann Canuel est huitième,. Lors de la course en ligne, lors de l'avant-dernière ascension de la côte d'Igls, Ellen van Dijk se retrouve en difficulté dans l'échappée. Annemiek van Vleuten et Anna van der Breggen attaquent tour à tour, finalement cette dernière s'extirpe du peloton à quarante-deux kilomètres de l'arrivée. Elle rejoint immédiatement le groupe d'échappée. Amanda Spratt lui tient un temps la roue, mais la Néerlandaise est trop forte et part seule. À la cloche, Anna van der Breggen compte une minute dix-neuf d'avance sur l'Australienne et plus de trois minutes sur les autres poursuivantes. Lors de l'ascension finale, Amy Pieters, Tatiana Guderzo et Karol-Ann Canuel rentrent sur le groupe Fahlin. Anna van der Breggen s'impose facilement. Derrière, Karol-Ann Canuel est sixième et Amy Pieters est huitième,,.

## Victoires

### Sur route
| Victoires | Victoires                                                | Victoires   | Victoires | Victoires            | Victoires |
| Date      | Course                                                   | Pays        | Classe    | Vainqueur            |           |
| --------- | -------------------------------------------------------- | ----------- | --------- | -------------------- | --------- |
| 3 mars    | Strade Bianche                                           | Italie      | 1.WWT     | Anna van der Breggen |           |
| 11 mars   | Tour de Drenthe                                          | Pays-Bas    | 1.WWT     | Amy Pieters          |           |
| 1 avr.    | Tour des Flandres                                        | Belgique    | 1.WWT     | Anna van der Breggen |           |
| 4 avr.    | 1re étape, Bloeizone Fryslân Tour                        | Pays-Bas    | 2.1       | Anna van der Breggen |           |
| 5 avr.    | 2e étape, Bloeizone Fryslân Tour                         | Pays-Bas    | 2.1       | Amy Pieters          |           |
| 6 avr.    | 3eb étape, Bloeizone Fryslân Tour                        | Pays-Bas    | 2.1       | Boels Dolmans        |           |
| 7 avr.    | 4e étape, Bloeizone Fryslân Tour                         | Pays-Bas    | 2.1       | Chantal Blaak        |           |
| 8 avr.    | Classement général, Bloeizone Fryslân Tour               | Pays-Bas    | 2.1       | Amy Pieters          |           |
| 15 avr.   | Amstel Gold Race                                         | Pays-Bas    | 1.WWT     | Chantal Blaak        |           |
| 18 avr.   | Flèche wallonne                                          | Belgique    | 1.WWT     | Anna van der Breggen |           |
| 22 avr.   | Liège-Bastogne-Liège                                     | Belgique    | 1.WWT     | Anna van der Breggen |           |
| 28 avr.   | 1re étape, Festival Elsy Jacobs                          | Luxembourg  | 2.1       | Christine Majerus    |           |
| 4 mai     | 2e étape du Tour de Yorkshire                            | Royaume-Uni | 2.1       | Megan Guarnier       |           |
| 4 mai     | Classement général, Tour de Yorkshire                    | Royaume-Uni | 2.1       | Megan Guarnier       |           |
| 17 mai    | Durango-Durango Emakumeen Saria                          | Espagne     | 1.2       | Anna van der Breggen |           |
| 21 mai    | 3e étape, Iurreta-Emakumeen Bira                         | Espagne     | 2.WWT     | Amy Pieters          |           |
| 16 juin   | 4e étape du Tour de Grande-Bretagne féminin              | Royaume-Uni | 2.WWT     | Amalie Dideriksen    |           |
| 28 juin   | Championnat du Luxembourg du contre-la-montre            | Luxembourg  | CN        | Christine Majerus    |           |
| 30 juin   | Championnat du Danemark sur route                        | Danemark    | CN        | Amalie Dideriksen    |           |
| 30 juin   | Championnat des Pays-Bas sur route                       | Pays-Bas    | CN        | Chantal Blaak        |           |
| 1 juill.  | Championnat du Luxembourg sur route                      | Luxembourg  | CN        | Christine Majerus    |           |
| 11 août   | Contre-la-montre par équipes de l'Open de Suède Vårgårda | Suède       | 1.WWT     | Boels Dolmans        |           |
| 25 août   | Grand Prix de Plouay                                     | France      | 1.WWT     | Amy Pieters          |           |
| 30 août   | 3e étape, Simac Ladies Tour                              | Pays-Bas    | 2.WWT     | Amalie Dideriksen    |           |
| 31 août   | 4e étape, Simac Ladies Tour                              | Pays-Bas    | 2.WWT     | Amalie Dideriksen    |           |
| 1 sept.   | 5e étape, Simac Ladies Tour                              | Pays-Bas    | 2.WWT     | Chantal Blaak        |           |
| 29 sept.  | Championnat du monde sur route                           | Autriche    | CM        | Anna van der Breggen |           |

### Sur piste
| Date        | Course                                               | Pays        | Classe | Vainqueur         |
| ----------- | ---------------------------------------------------- | ----------- | ------ | ----------------- |
| 7 août      | Championnat d'Europe de la course à l'américaine     | Royaume-Uni | CC     | Amalie Dideriksen |
| 28 décembre | Championnat des Pays-Bas de poursuite individuelle   | Pays-Bas    | CN     | Amy Pieters       |
| 29 décembre | Championnat des Pays-Bas de la course à l'américaine | Pays-Bas    | CN     | Amy Pieters       |

### En cyclo-cross
| Date        | Course                    | Pays       | Classe | Vainqueur         |
| ----------- | ------------------------- | ---------- | ------ | ----------------- |
| 1er janvier | Pétange                   | Luxembourg | C2     | Christine Majerus |
| 13 janvier  | Championnat du Luxembourg | Luxembourg | CN     | Christine Majerus |

### Résultats sur les courses majeures

#### World Tour
| Date                | #  | Course                                   | Pays            | Meilleure classée    | Classement |
| ------------------- | -- | ---------------------------------------- | --------------- | -------------------- | ---------- |
| 3 mars              | 1  | Strade Bianche                           | Italie          | Anna van der Breggen | Vainqueur  |
| 11 mars             | 2  | Tour de Drenthe                          | Pays-Bas        | Amy Pieters          | Vainqueur  |
| 18 mars             | 3  | Trofeo Alfredo Binda-Comune di Cittiglio | Italie          | Chantal Blaak        | 2e         |
| 22 mars             | 4  | Trois Jours de la Panne                  | Belgique        | Christine Majerus    | 3e         |
| 25 mars             | 5  | Gand-Wevelgem                            | Belgique        | Amy Pieters          | 5e         |
| 1er avril           | 6  | Tour des Flandres                        | Belgique        | Anna van der Breggen | Vainqueur  |
| 15 avril            | 7  | Amstel Gold Race                         | Pays-Bas        | Chantal Blaak        | Vainqueur  |
| 18 avril            | 8  | Flèche wallonne                          | Belgique        | Anna van der Breggen | Vainqueur  |
| 22 avril            | 9  | Liège-Bastogne-Liège                     | Belgique        | Anna van der Breggen | Vainqueur  |
| 26-28 avril         | 10 | Tour de l'île de Chongming               | Chine           | -                    | -          |
| 10-13 mai           | 11 | Tour de Californie                       | États-Unis      | -                    | -          |
| 19-22 mai           | 12 | Emakumeen XXXI. Bira                     | Espagne         | Anna van der Breggen | 3e         |
| 13-17 juin          | 13 | The Women's Tour                         | Grande-Bretagne | Christine Majerus    | 4e         |
| 6-15 juillet        | 14 | Tour d'Italie                            | Italie          | Megan Guarnier       | 5e         |
| 17 juillet          | 15 | La course by Le Tour de France           | France          | Anna van der Breggen | 2e         |
| 28 juillet          | 16 | RideLondon-Classique                     | Grande-Bretagne | Amalie Dideriksen    | 10e        |
| 10 août             | 17 | Open de Suède Vårgårda TTT               | Suède           | Boels Dolmans        | Vainqueur  |
| 12 août             | 18 | Open de Suède Vårgårda                   | Suède           | Christine Majerus    | 7e         |
| 16 août             | 19 | Tour de Norvège TTT                      | Norvège         | Boels Dolmans        | 6e         |
| 17-19 août          | 20 | Tour de Norvège                          | Norvège         | Christine Majerus    | 4e         |
| 25 août             | 21 | Grand Prix de Plouay                     | France          | Amy Pieters          | Vainqueur  |
| 28 août-2 septembre | 22 | Boels Rental Ladies Tour                 | Pays-Bas        | Anna van der Breggen | 3e         |
| 10 septembre        | 23 | La Madrid Challenge by La Vuelta         | Espagne         | -                    | -          |
| 21 octobre          | 24 | Tour de Guangxi                          | Chine           | -                    | -          |

Anna van der Breggen est troisième du classement World Tour, Amy Pieters est septième. La formation remporte le classement par équipes.

#### Grand tour
| Grand tour            | Tour d'Italie       |
| --------------------- | ------------------- |
| Coureuse (classement) | Megan Guarnier (5e) |
| Accessits             | Aucun               |

## Classement mondial
| Classement UCI | Classement UCI       | Classement UCI | Classement UCI |
| Coureuse       | Coureuse             | Pays           | Points         |
| -------------- | -------------------- | -------------- | -------------- |
| 2e             | Anna van der Breggen | Pays-Bas       | 1912 pts       |
| 6e             | Amy Pieters          | Pays-Bas       | 1291 pts       |
| 15e            | Christine Majerus    | Luxembourg     | 830 pts        |
| 16e            | Chantal Blaak        | Pays-Bas       | 800 pts        |
| 18e            | Megan Guarnier       | États-Unis     | 750 pts        |
| 47e            | Karol-Ann Canuel     | Canada         | 389 pts        |
| 65e            | Amalie Dideriksen    | Danemark       | 287 pts        |
| 256e           | Jip van den Bos      | Pays-Bas       | 45 pts         |
| 268e           | Skylar Schneider     | États-Unis     | 40 pts         |
| 420e           | Anna Plichta         | Pologne        | 19 pts         |

Boels Dolmans remporte le classement par équipes pour seulement deux points, sur près de 5000, devant la formation Mitchelton-Scott.